# 아바코 제도

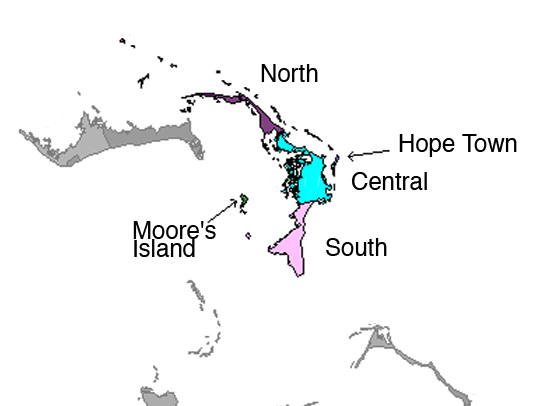
아바코 제도

아바코 제도(Abaco Islands)는 바하마의 섬으로 면적은 1,681Km²이고 인구는 16,692명이다. 섬의 가장 큰 도시는 마시하버이다.